# Lourdeskapelle (Boxtal)
Die römisch-katholische Lourdeskapelle in Boxtal, einem Stadtteil von Freudenberg im Main-Tauber-Kreis, befindet sich am Pfarrhaus und gilt als eine der ältesten deutschen Lourdeskapellen. Sie wurde von Pfarrer Lorenz Englert gestiftet und am 26. Juli 1885 eingeweiht. Die Kapelle wurde in Gedenken an die insgesamt 18 Marienerscheinungen errichtet, die Bernadette Soubirous vom 11. Februar bis zum 16. Juli 1858 bei Lourdes in Frankreich hatte. Anlässlich der Einweihung der Kapelle studierte der damals neu gegründete Gesangverein Frohsinn Boxtal eigens drei Lieder ein. Die Lourdeskapelle ist ein Kulturdenkmal der Stadt Freudenberg. Sie gehört zur Seelsorgeeinheit Freudenberg, die dem Dekanat Tauberbischofsheim des Erzbistums Freiburg zugeordnet ist.